# الحبيب قيزة
الحبيب قيزة هو نقابي تونسي ومؤسس ورئيس الجامعة العامة التونسية للشغل
.

## المسيرة النقابية
شغل الحبيب قيزة منصب كاتب عام للاتحاد الجهوي للشغل بقابس.